# 구미 대원사 석조여래좌상
구미 대원사 석조여래좌상(龜尾 大圓寺 石造如來坐像)은 대한민국 경상북도 구미시 구평동 48번지 대원사에 있는 불상이다. 2006년 6월 29일 경상북도의 문화재자료 제506호로 지정되었다.

## 개요
이 불상은 현재 광배일부가 훼손이 되긴 하였으나 신체부위는 비교적 양호한 편이다. 相好와 身體, 法衣, 光背에서 풍기는 모습이 통일신라 후기의 조각양식을 따르고 있으며 특히 눈썹에서 풍기는 장쾌한 모습에서 신라불교 전성기의 모습과 유사한 점이 보인다. 이 불상은 통일신라기 후반에서 고려 초에 이르는 과도기에 제작된 지방화된 조각양식을 보여주고 있어 불교미술사연구에 귀중한 자료로 평가되므로 文化財資料로 지정한다.

## 참고 자료
- 구미대원사석조여래좌상 - 국가유산청 국가유산포털